# Frances Marion

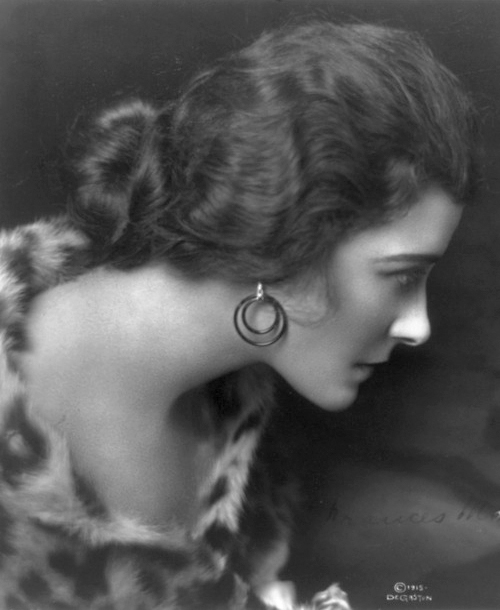
Retrat de 1915

Frances Marion (San Francisco, 18 de novembre de 1888 - Los Angeles, 12 de maig de 1973) va ser una periodista, escriptora i guionista de nacionalitat estatunidenca, sovint esmentada com una de les dones guionistes de més renom del segle xx, al costat de June Mathis i Anita Loos. Al llarg de la seva carrera va arribar a escriure uns 325 guions i durant les dècades de 1920 i 1930 va ser el guionista, home o dona, més ben pagat de Hollywood. Va ser la primera dona a guanyar dos Oscar com a guionista: Oscar al millor guió adaptat, el 1930 per la pel·lícula The Big House, i el 1932 Oscar al millor argument per The Champ.

## Carrera

### Inicis
Marion Benson Owens va néixer a San Francisco (Califòrnia) el 1888 filla de Len Douglas Owens i Minnie Benson Hall. Els seus pares es van divorciar quan tenia deu anys i ella es va quedar a viure amb la mare. Als 16 anys va ingressar al Mark Hopkins Art Institute de San Francisco on va romandre fins que l’incendi que seguí al terratrèmol del 1906 va destruir l’edifici i la botiga del seu pare. En quedar-se sense mitjans de subsistència la família ella es casà amb el seu tutor de l'Art Institute abans de fer els 18 anys. El matrimoni durà poc temps i ella cerca una feina per poder viure. Treballà primer com a assistent del fotògraf Arnold Genthe, després per a la companyia ferroviària Western Pacific Railroads i també com a periodista del San Francisco Examiner fent crítica de teatre i esquetxos. Després d'un segon casament es va traslladar a Los Angeles per dibuixar cartells publicitaris de teatre per a Oliver Morosco.
El 1914 li van presentar Owen Moore, marit en aquell moment de Mary Pickford, que li va oferir la possibilitat de presentar-li i fer-li un esquetx. En conèixer-se van congeniar de seguida, van esdevenir grans amigues, i Marion es va sentir fascinada pel mon del cinema. L'oportunitat d'entrar al món del cinema li va arribar una mica més tard de la ma de la seva amiga la periodista Adela Rogers St. Johns, que li va presentar la directora i pionera del cinema Lois Weber. Aquesta li va oferir la possibilitat de treballar per a ella. Marion es va presentar aquell dia al seu despatx amb el seu llibre d'esquetxos i li va explicar que li agradaria molt treballar dissenyant vestuari i decorats i Weber la va contractar com a assistent i artista per la seva productora, la Lois Weber Productions. Van ser mesos d'aprenentatge però quan el 1915 Weber va anar a treballar per la Universal i va oferir a Marion la possibilitat de contractar-la, ella refusà. Poc després, Marion va ser contractada gràcies a la seva amiga Mary Pickford per a la Famous-Players-Lasky.
Marion va començar a treballar, ja sota el nom de "Frances Marion" en guions de pel·lícules de Pickford com Fanchon the Cricket (1915), Little Pal, i Rags, les tres de 1915. També va actuar, a més de fer el guió, en la pel·lícula de Pickford A Girl of Yesterday (1915). Va escriure també una primera història original que serviria per a filmar The Foundling per la que Adolph Zukor pagaria 125 dòlars. Malauradament els negatius es van destruir en un incendi abans que es poguessin fer còpies de la pel·lícula per a la seva estrena.

### Arribada del reconeixement
Per a l’estrena de The Foundling, Marion havia viatjat a Nova York i allí va escriure als directors de les principals productores oferint-se com a guionista per un sou, en aquell moment inusitat de 200 dòlars setmanals. A canvi s'oferia a treballar gratis durant dues setmanes a prova. William Brady cap de la World Films va decidir contractar-la en aquestes condicions. Per al seu primer projecte, va decidir provar d’aprofitar material de pel·lícules que no s'havien arribat a estrenar. Va escriure un nou pròleg i epíleg per a una pel·lícula d’Alice Brady, filla del cap de World. Les modificacions van convertir un melodrama risible en una comèdia i la pel·lícula revisada es va vendre per a la distribució per 9.000 dòlars i Brady la va acceptar amb el salari acordat.

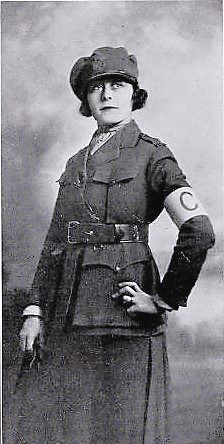
Frances Marion (1918) vestida amb l'uniforme de corresponsal de guerra.

El 1917, en acabar el seu contracte, va signar com a guionista per a la Famous Players d'Adolph Zukor, una de les companyies que produïen pel·lícules per a May Pickford, a raó de 500 dòlars setmanals que pujarien a 1.000 dòlars en acabar l'any. A partir d'aquell moment formarien un aquip amb Pickford. El seu primer projecte per a la Famous va ser el guió de Rebecca of Sunnybrook Farm (1917) a la que va seguir The Poor Little Rich Girl (1917).

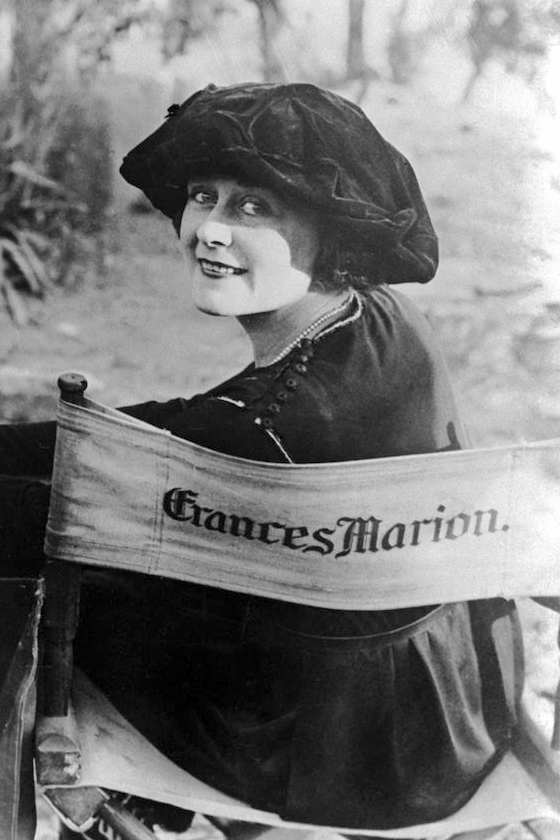

L'entrada dels Estats Units a la Primera Guerra Mundial va  fer que Hollywood es llancés a fer pel·lícules de propaganda. Frances, per al guió de Johanna Enlists (1918), va visitar el 143 camp d'artilleria prop de San Diego i va conèixer Fred Thomson de qui es va enamorar i de seguida van fer plans per casar-se després de la guerra. En destinar Thomson a França, Frances, que en aquell moment cobrava un sou de 50.000 dòlars a l'any, va anar a Washington per demanar feina com a corresponsal de guerra a França per tal d'aconseguir material per a pel·lícules de propaganda i així tenir la possibilitat de trobar-se amb Fred. Va aconseguir la feina i es va convertir en la primera dona a creuar el Rin cap a Alemanya. Després de la guerra, William Randolph Hearst va oferir a Frances un contracte com a escriptora i directora en el Cosmopolitan Studio amb un sou de 2.000 dòlars setmanals que va acceptar a condició que també pogués ser contractada per altres estudis. El seu primer guió que constituí una pel·lícula d'èxit fou amb Humoresque (1920) que guanyaria la medalla d'honor del Photoplay, premi precursor a l'Oscar a la millor pel·lícula. Tot i que va aconseguir altres èxits amb la productora, va decidir que tan bon punt s'acabés el seu contracte, es convertiria en escriptora freelance.
A partir de 1921 també va començar a dirigir algunes pel·lícules protagonitzades per Mary Pickford, com Just Around the Corner (1921) o The Love Light (1921), pel·lícula que va suposar un canvi en els rols d'ingènua que normalment interpretava l'actriu a altres més adults. L'any següent encara dirigiria una tercera pel·lícula, The Song of Love (1922). Durant les dècades de 1920 i 1930 va escriure guions per a diferents pel·lícules d'èxit com Secrets (1924), dirigida per Frank Borzage i protagonitzada per Norma Talmadge, The Son of the Sheik (1926), dirigida per George Fitzmaurice i protagonitzada per Rodolfo Valentino, o The Scarlet Letter (1926) i The Wind (1928), les dues dirigides per Victor Sjöström i protagonitzades per Lillian Gish. A finals de 1928 el seu marit va morir d'infecció de tètanus i Marion, devastada va estar mesos sense poder treballar. Un cop recuperada, va ser la primera dona en guanyar un Oscar al millor guió adaptat, per la pel·lícula The Big House (1930), dirigida per qui aleshores era el seu marit, George Hill. Posteriorment també va obtenir un Oscar al millor guió original per The Champ (1931). També va ser nominada a l'Oscar al millor guió original per The Prizefighter and the Lady (1933). També va ser la responsable del retorn de Marie Dressler al cinema. En total va participar en més de 300 guions i en més de 130 films.

### Retirada del cinema
Durant molts anys, Marion va estar sota contracte amb MGM Studios, però, malgrat la seva bona situació, va abandonar Hollywood el 1946, cansada per la introducció del Studio system i la censura cada cop més estricta. per dedicar més temps a escriure teatre i novel·les. A més, el 1972 va publicar un llibre de memòries, Off With Their Heads: A Serio-Comic Tale of Hollywood.

## Vida personal
Marion es va casar en quatre ocasions, les dues primeres amb Wesley de Lappe i amb Robert Pike, tot això abans de canviar-se el nom. El 1919 es va casar amb Fred Thomson, actor que més tard treballaria al costat de Mary Pickford en The Love Light (1921). Després de la inesperada defunció de Thomson el 1928, el 1930 es va casar amb el director George W. Hill encara que aquest matrimoni es va acabar en divorci el 1933. Va tenir dos fills, Fred C. i Richard (adoptat). Fred va arribar a ser editor de les obres de George Eliot i va publicar edicions de l'obra Felix Holt, the Radical el 1980 i més endavant. Frances Marion va morir el 12 de maig de 1973 a Los Angeles, Califòrnia, a conseqüència del trencament d'un aneurisma.

## Filmografia seleccionada
| Any  | Títol                          | Observacions                                    |
| ---- | ------------------------------ | ----------------------------------------------- |
| 1915 | A Daughter of the Sea          | Guionista                                       |
| 1915 | Camille                        | Argument                                        |
| 1916 | The Heart of a Hero            | Adaptació                                       |
| 1916 | Tangled Fates                  | Guionista                                       |
| 1916 | The Yellow Passport            | Guionista                                       |
| 1917 | A Hungry Heart                 | Guionista                                       |
| 1917 | The Gilded Cage                | Guionista                                       |
| 1917 | The Little Princess            | Guionista                                       |
| 1917 | A Girl's Folly                 | Guionista                                       |
| 1917 | Rebecca of Sunnybrook Farm     | Guionista                                       |
| 1917 | The Poor Little Rich Girl      | Guionista                                       |
| 1918 | Stella Maris                   | Adaptació                                       |
| 1918 | How Could You, Jean?           | Argument                                        |
| 1918 | M'Liss                         | Guionista                                       |
| 1918 | Amarilly of Clothes-Line Alley | Guionista                                       |
| 1918 | Johanna Enlists                | Guionista                                       |
| 1919 | The Cinema Murder              | Argument                                        |
| 1919 | Anne of Green Gables           | Guionista                                       |
| 1920 | Pollyanna                      | Adaptació                                       |
| 1920 | The Flapper                    | Guió i argument                                 |
| 1920 | The Restless Sex               | Guionista                                       |
| 1921 | The Love Light                 | Directora, argument (sense acreditar)           |
| 1922 | The Toll of the Sea            | Argument (sense acreditar), guió                |
| 1923 | The Famous Mrs. Fair           | Adaptació, guió                                 |
| 1923 | Within the Law                 | Guionista                                       |
| 1924 | Secrets                        | Adaptació                                       |
| 1924 | Tarnish                        | Adaptació                                       |
| 1925 | Stella Dallas                  | Adaptació                                       |
| 1925 | A Thief in Paradise            | Adaptació                                       |
| 1925 | Lazybones                      | Adaptació                                       |
| 1925 | Thank You                      | Guionista                                       |
| 1925 | Lightnin'                      | Guionista                                       |
| 1926 | The Scarlet Letter             | Adaptació, argument, títols                     |
| 1926 | The Winning of Barbara Worth   | Adaptació                                       |
| 1926 | The Son of the Sheik           | Adaptació                                       |
| 1927 | The Xarxa Mill                 | Adaptació, guió                                 |
| 1927 | Love                           |                                                 |
| 1927 | Madame de Pompadour            | Guionista                                       |
| 1928 | The Wind                       | Argument                                        |
| 1928 | The Awakening                  | Guionista                                       |
| 1928 | Bringing Up Father             | Guionista                                       |
| 1928 | The Masks of the Devil         | Guionista                                       |
| 1929 | Their Own Desire               | Guionista                                       |
| 1930 | Min and Bill                   | Diàlegs, argument                               |
| 1930 | The Big House                  | Diàlegs, guionista Óscar al millor guió adaptat |
| 1930 | Good News                      | Argument                                        |
| 1930 | The Rogue Song                 | Guionista                                       |
| 1930 | Min and BIll                   | Guionista                                       |
| 1930 | Anna Christie                  | Guionista                                       |
| 1931 | The Secret Six                 | Diàlegs, guió                                   |
| 1931 | El campió                      | Guionista Óscar al millor argument              |
| 1932 | Blondie of the Follies         | Guionista                                       |
| 1932 | Emma                           | Argument                                        |
| 1932 | Cynara                         | Guionista                                       |
| 1933 | Peg o' My Heart                | Adaptació                                       |
| 1933 | Sopar a les vuit               | Guionista                                       |
| 1933 | The Prizefighter and the Lady  | Guionista Nominada a l'Óscar al millor argument |
| 1933 | Going Hollywood                | Guionista (sense acreditar)                     |
| 1933 | Secrets                        | Guionista                                       |
| 1936 | Camille                        | Guionista                                       |
| 1936 | Riffraff                       | Argument i guió                                 |
| 1936 | Poor Little Rich Girl          | Guionista                                       |
| 1937 | Knight Without Armour          | Adaptació                                       |
| 1937 | Love from a Stranger           | Guionista                                       |
| 1940 | Green Hell                     | Historia original i guionista                   |

## Obra publicada
- Minnie Flynn. NY: Boni and Liveright, 1925
- The Secret Six. NY: Grosset & Dunlap, 1931 [novel·la a partir del seu propi guió]
- Valley People. NY: Reynal & Hitchcock, 1935
- How to Write and Sell Film Stories. NY: Covici-Friede, 1937
- Molly, Bless Her. NY: Harper & Brothers, 1937
- Westward The Dream. Garden City NY: Doubleday and Company, 1948
- The Passions of Linda Lane. NY: Diversey Publications, 1949
- The Powder Keg. Boston: Little, Brown & Co., 1953
- Off With Their Heads: A Serio-Comic Tale of Hollywood. NY: The Macmillan Company, 1972 [memòries]

## Premis i distincions
Premis Oscar
| Any  | Categoria                    | Pel·lícula           | Resultat |
| ---- | ---------------------------- | -------------------- | -------- |
| 1930 | Oscar al millor guió adaptat | El presidi           | Nominada |
| 1933 | Oscar a la millor història   | El campió            | Nominada |
| 1934 | Oscar a la millor història   | El boxador i la dama | Nominada |